# Pisoteamento em Meca em 2015

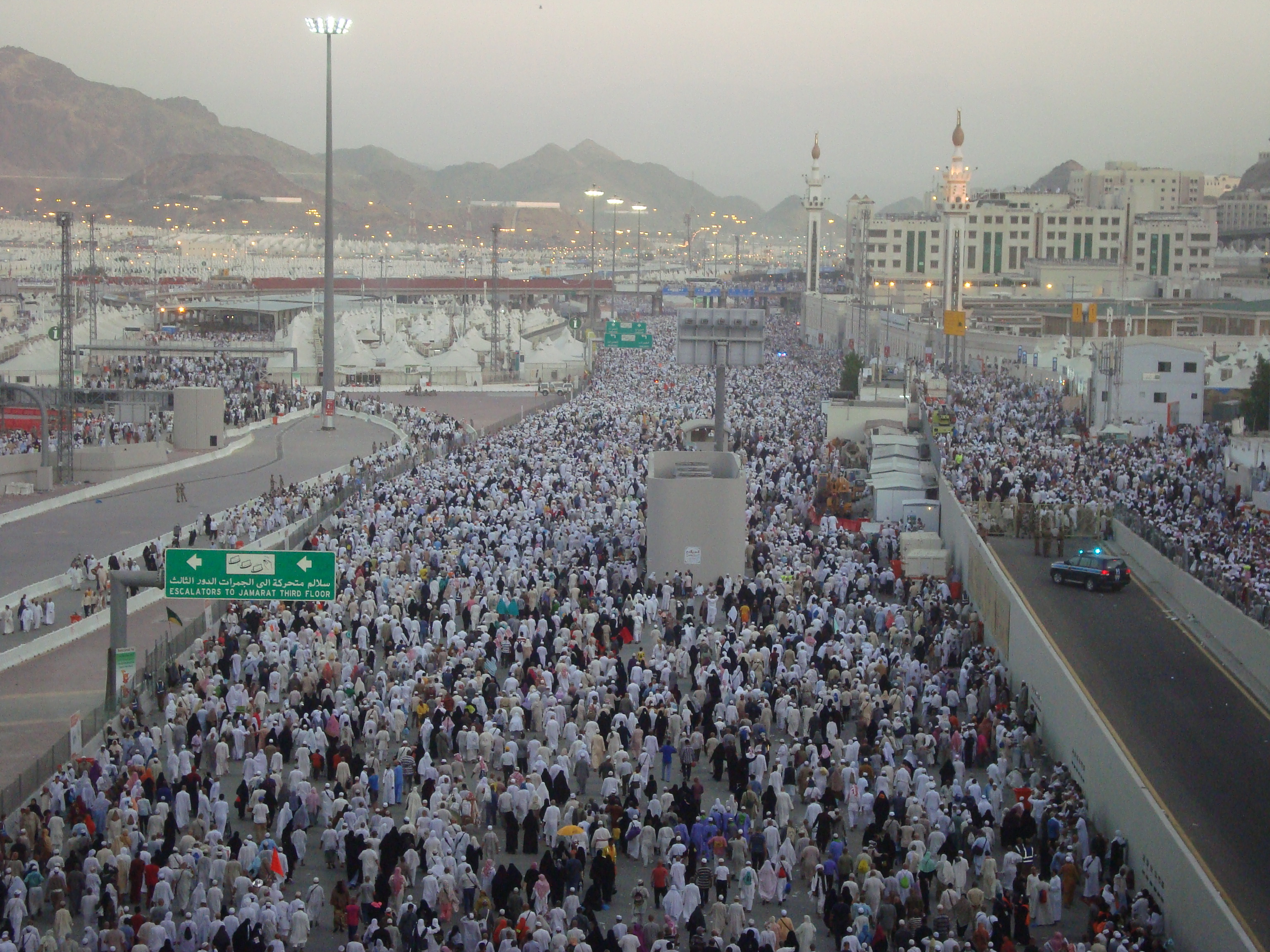
Ponte Jamaraat em 2011

Em 24 de setembro de 2015 um evento descrito como um pisoteamento causou mais de 2 mil mortes entre peregrinos que foram sufocados ou esmagados durante a peregrinação anual do Hajj em Mina, Meca, Arábia Saudita, tornando-o mais mortal desastre da história do Hajj. As estimativas do número de mortos variam; a Associated Press definiu 2 411 mortos, enquanto a Agence France-Presse relatou 2 236 mortos. O governo saudita oficialmente relatou dois dias após a tragédia que houve 769 mortes e 934 feridos, números que permaneceram oficiais na peregrinação do ano seguinte.
A queda ocorreu no bairro de Minam na intersecção de ruas 204 e 223 que antecederam a Ponte Jamaraat. A causa do desastre é contestada. O desastre de Mina inflamou tensões entre os rivais regionais Arábia Saudita e Irã, relação esta que já não ia bem devido à turbulência mais ampla no Oriente Médio, como a Guerra Civil Síria e a Guerra Civil Iemenita.